# 木村庄九郎
木村 庄九郎（きむら しょうくろう、木村正九郎とも）は、大相撲の行司の名跡の一つ。江戸期から昭和戦後まで9人が名乗ったが、1962年以降襲名されていない。
- 初代 後の6代木村庄之助。寛延年間までこの名跡を襲名していた。
- 2代 最高位は5人目。襲名期間は安永元年11月 - 安永2年10月。
- 3代 襲名期間は寛政7年11月 - 寛政12年4月。
- 4代 最高位は5人目。襲名期間は文化14年10月 - 文政3年10月。
- 5代 最高位は4人目。襲名期間は文政9年11月 - 天保5年11月。
- 6代 最高位は3人目。襲名期間は弘化3年3月 - 嘉永6年2月。
- 7代 最高位は5人目。襲名期間は安政5年1月 - 明治8年4月。
- 8代 最高位は9人目。襲名期間は明治31年5月 - 明治35年5月。
- 9代 後の25代木村庄之助。襲名期間は昭和35年5月 - 昭和37年11月。